# Disney Skyliner
Disney Skyliner est un système de transport téléporté de type télécabine. Il est situé sur le domaine de Walt Disney World Resort, en Floride, à une trentaine de kilomètres d'Orlando.
Ce système ne doit pas être confondu avec l'attraction Skyway, une autre télécabine qui existait de 1971 à 1999 dans le parc Magic Kingdom, équipée de nacelles de 4 personnes.

## L'installation

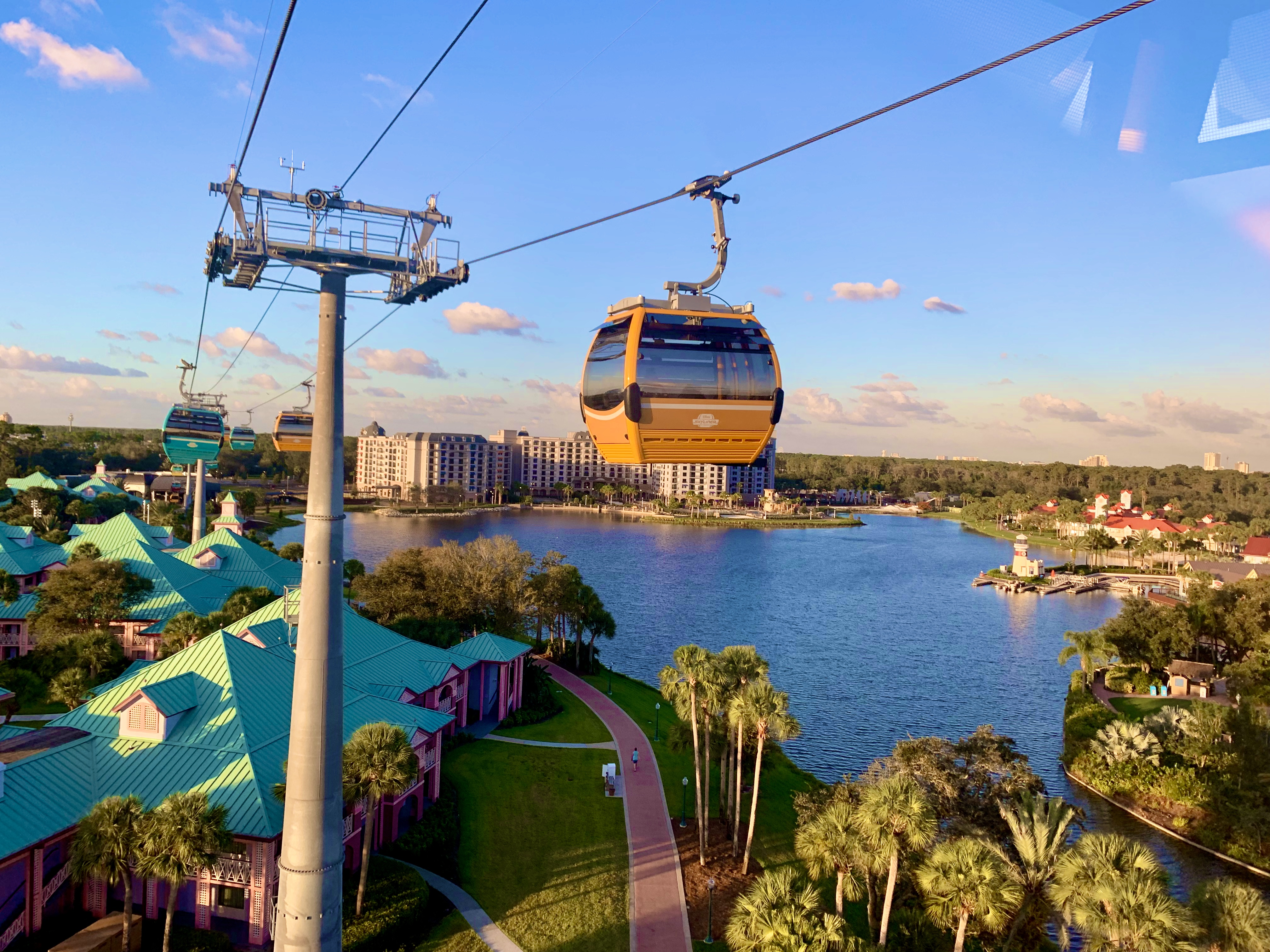
Vue depuis une cabine.

La Disney Skyliner est une installation de transport par câble de type télécabine. Il s'agit d'une installation à attaches débrayables. Cette télécabine est à la pointe de la technologie des remontées mécaniques, une D-Line. Les D-Line sont particulièrement fiables, grâce aux très nombreuses améliorations apportées par rapport aux anciens produits de Doppelmayr. Les cabines sont des OMEGA V produite par CWA (groupe affilié à Doppelmayr / Garaventa).

## Historique
Le 15 février 2017, le Reedy Creek Improvement District dépose des permis de construire qui évoquent la construction d'un système de transport par câble de type télécabine à l'horizon 2020 pour desservir les zones d'Epcot, Disney's BoardWalk et Disney's Hollywood Studios,.
Le 4 avril 2017, la chaîne locale WFTV indique que le système de télécabine de Disney World pourrait accueillir entre 20 et 40 personnes par cabine dès 2019,.
Le 15 juillet 2017, Walt Disney Parks and Resorts fait de nombreuses annonces lors du D23 qu'un téléporté nommé Disney Skyliner sera construit à Walt Disney World pour relier les parcs Epcot (depuis l'International Gateway) et Disney's Hollywood Studios et des hôtels au sud de la propriété,.
Le 10 décembre 2017, Disney World donne des informations sur son téléporté nommé Disney Skyliner,. Il doit relier les hôtels Disney's Caribbean Beach Resort, Disney's Art of Animation Resort et Disney's Pop Century Resort.
Le 10 novembre 2018, les monteurs de Doppelmayr installent les premiers câbles du Disney Skyliner en commençant par ceux près de Disney's Hollywood Studios.
Le 16 avril 2019, Disney World dévoile la forme des cabines du Disney Skyliner et un point semblant gênant, une ventilation passive et non une climatisation.
Le 29 septembre 2019, l'installation est officiellement ouverte au public.